# Даллас Дадли, Анна
Анна Даллас Дадли (урождённая Энни Уиллис Даллас; 13 ноября 1876, Нашвилл — 13 сентября 1955, Белль-Мид, Теннесси) — видная активистка движения женщин за избирательное право в Соединённых Штатах. После основания Нэшвилльской лиги за равное избирательное право Дадли продвигалась по карьерной лестнице, заняв сперва должность президента Ассоциации равных избирательных прав штата Теннесси, а затем — должность третьего вице-президента Национальной ассоциации избирательных прав женщин Америки. Работая в Национальной ассоциации, она способствовала усилиям по ратификации Девятнадцатой поправки к Конституции США, предоставляющей женщинам право голоса по всей стране. Особенно известна её успешная работа по ратификации девятнадцатой поправки в своем родном штате Теннесси. Штат Теннесси являлся последним, чья поддержка была необходима для вступления поправки в силу.

## Ранние годы и семья
Энни Уиллис Даллас родилась в 1876 году в Нэшвилле, штат Теннесси, в выдающейся семье высшего социального класса. Её отец, Треванион Б. Даллас, переехал в Нэшвилл в 1869 году и стал видным предпринимателем в текстильной индустрии. Её дед, Александр Даллас, служил командором ВМС США, а его брат, Джордж Миффлин Даллас, был вице-президентом США при Джеймсе Полке.
Энни Даллас получила образование в Семинарии Уорда (англ. Ward's Seminary) и в Колледже Прайс для юных леди (англ. Price's College for Young Ladies), оба расположены в Нэшвилле. В 1902 году на скромной церемонии в Кафедральном соборе церкви Христовой она вышла замуж за Гилфорда Дадли (1854—1945), банкира и страхового брокера. Вместе у них было трое детей: Ида Даллас Дадли (1903—1904), умершая в младенчестве, Тревания Даллас Дадли (1905—1924) и Гилфорд Дадли-младший (1907—2002). Гилфорд Дадли-младший стал известным дипломатом, был послом в Дании при администрации Никсона.

## Движение за избирательное право женщин
Через несколько лет после вступления в брак Анна Даллас Дадли присоединилась к обществу трезвости в качестве сторонницы запрета алкоголя. Благодаря своей работе в обществе трезвости и знакомству с такими членами общества, как Мария Дэвис и Ида Клайд Кларк, Дадли пришла к выводу, что улучшить положение женщин в обществе можно только путём предоставления женщинам права голоса. Однако в то время большинство мужчин и женщин выступали против участия женщин в политическом процессе.
Я никогда не встречала мужчин или женщин, которые отрицали бы, что налоги без представительства — это тирания. Я ещё никогда не видела человека, который был бы таким предателем нашей формы правления, чтобы он не верил, что власть опирается на согласие управляемых. Это правительство народа, для народа и по его воле, и только закон отрицает, что женщины — это народ.
В сентябре 1911 года Дадли, Дэвис, Кларк и несколько других женщин встретились в заднем зале отеля «Тулейн» и основали Нэшвилльскую лигу за равное избирательное право — организацию, призванную обеспечить поддержку женского избирательного права на местах, при этом «тихо и серьезно избегая воинственных методов». Дадли была избрана первым президентом организации. Во время её президентства Лига организовывала гигантские первомайские парады в поддержку избирательного права, обычно возглавляемые Дадли и её детьми. Дадли также содействовала проведению в Нэшвилле в 1914 году Национальной конференции по избирательному праву. В то время это была одна из крупнейших конференций, из когда-либо проводившихся в городе.
В 1915 году, после четырёх лет пребывания на посту президента местной лиги, Дадли была избрана главой Ассоциации равного избирательного права штата Теннесси. В это время она помогала вносить и лоббировать в Конституцию штата поправку, касающуюся избирательного права. Хотя эта поправка и была отклонена, позднее в 1919 году законодательное собрание штата приняло решение о предоставлении женщинам права голоса на президентских и муниципальных выборах.
В 1917 году Дадли стала третьим вице-президентом Национальной ассоциации избирательных прав женщин Америки, где она внесла значительный вклад в совершенствование законодательства по вопросам избирательного права женщин. В 1920 году Дадли вместе с Кэтрин Тэлти Кенни и Эбби Кроуфорд Милтон возглавила кампанию по утверждению ратификации Девятнадцатой поправки к Конституции США в штате Теннесси. 18 августа Теннесси стал 36-м и решающим штатом, ратифицировавшим поправку, что дало женщинам право голоса на всей территории страны.

## Поздняя жизнь
После успеха движения за избирательное право Дадли стала первой женщиной-ассоциированной председательницей Демократического комитета штата Теннесси. В 1920 году она также была избрана первой женщиной-делегатом, которая должна была участвовать на Национальном демократическом съезде. Участие Дадли в политике значительно снизилось в последующие годы, и в течение оставшейся жизни её усилия были сосредоточены на гражданских и благотворительных целях. Во время Второй мировой войны она была активной работницей Американского Красного Креста, а затем председателем правления Ассоциации по сохранению древностей штата Теннесси.
Дадли скоропостижно скончалась 13 сентября 1955 года от коронарной окклюзии в своем доме в Белль-Миде, штат Теннесси. Ей было 78 лет. Она похоронена вместе со своей семьей на кладбище Mount Olivet Cemetery в Нэшвилле.

## Память
Память о Дадли сохраняется в различных произведениях искусства. Дадли представлена вместе с Лиззи Крозье Френч из Ноксвилля и Элизабет Эйвери Меривезер из Мемфиса на Мемориале избирательного права женщин штата Теннесси в Ноксвилле, штат Теннесси. Также Дадли изображена на групповом портрете «Гордость Теннесси» (англ. The Pride of Tennessee) вместе с десятью другими известными горожанами. Портрет посвящён двухсотлетию штата и вывешен в Капитолии штата Теннесси. Ей также посвящена исторический маркер в Нэшвилльском парке столетия, на котором написано про её роль в ратификации Девятнадцатой поправки. В 1995 году Дадли была включена в Национальный зал славы женщин.
Многоквартирный дом, построенный в 2015 году на Эллистон Плейс в Нэшвилле, был назван «Даллас» (англ. The Dallas) в её честь. 26 августа 2016 года в парке столетия в Нэшвилле в рамках Дня равенства женщин был открыт памятник работы Алана Леквайра, на котором изображены Дадли, Керри Чапмен Кэтт, Эбби Кроуфорд Милтон, Джун Фрэнки Пирс и Сью Шелтон Уайт. В 2017 году Капитолийский бульвар (англ. Capitol Boulevard) в центре Нэшвилла был переименован в бульвар Анны Даллас Дадли (англ. Anne Dallas Dudley Boulevard).

### Комментарии
1. ↑  В число первых членов Нэшвилльской Лиги за равное избирательное право входили: миссис Гилфорд Дадли, миссис Блэр Смит, миссис Уиллоуби Уильямс, миссис Ида Клайд Кларк, миссис К.Т. Хиксон, миссис И.Т. Пейдж, мисс Амелия Террет, мисс Мария Томпсон Дэвис, мисс Мэри Луиз Бакстер, миссис Ярброу и миссис Т.Г. Сетл.